# Alonzo Mourning
Alonzo „Zo” Harding Mourning Jr. (ur. 8 lutego 1970 w Chasapeake) – amerykański koszykarz, występujący na pozycji środkowego. Mistrz NBA z 2006, dwukrotnie wybrany najlepszym obrońcą roku ligi, siedmiokrotny uczestnik meczu gwiazd. Mistrz olimpijski i świata.
W 1988 wystąpił w meczu gwiazd amerykańskich szkół średnich - McDonald’s All-American.
Mourning studiował na Georgetown University, gdzie grał w uczelnianej drużynie Georgetown Hoyas. W drafcie 1992 został wybrany przez Charlotte Hornets z nr 2., tuż za Shaquillem O’Nealem. W debiutanckim sezonie został wybrany do pierwszej piątki debiutantów oraz zajął drugie miejsce w głosowaniu na debiutanta roku NBA. W Charlotte grał trzy sezony i w 1995 r. został przekazany do Miami Heat.
W czasie gry w Miami jeszcze bardziej rozwinął się jego talent – w 1999. Został wybrany do pierwszej piątki ligi, a w roku następnym do drugiej piątki NBA, a także do pierwszej piątki obrońców. Tutaj także zdobył dwa razy nagrodę obrońcy roku. W sezonie 1998/1999 zajął drugie miejsce w głosowaniu na MVP rozgrywek zasadniczych.
W trakcie sezonu 2000/2001 musiał wycofać się z zawodowej koszykówki z powodu choroby nerek (ogniskowe segmentowe stwardnienie kłębuszków nerkowych, jedna z postaci kłębuszkowego zapalenia nerek), ale powrócił na Mecz Gwiazd. Mimo iż podpisał kontrakt z New Jersey Nets, choroba postępowała i Zo musiał zawiesić swój status zawodnika. 19 grudnia 2003 poddał się zabiegowi przeszczepu nerki. Na dobre wrócił do koszykówki w sezonie 2004/2005, ponownie w drużynie Heat. Przyjęty entuzjastycznie przez fanów, przyczynił się do zdobycia pierwszego w historii klubu tytułu mistrza NBA, będąc wartościowym zmiennikiem Shaquille’a O’Neala.
Dwukrotnie reprezentował USA na Mistrzostwach Świata – w 1994 został mistrzem świata, zaś w 1990 zdobył brązowy medal. Występował także w Dream Teamie podczas Igrzysk w 2000, w Sydney, gdzie drużyna USA zdobyła złoty medal.
W 2002 wystąpił w filmie Magiczne buty.
22 stycznia 2009 podjął decyzję o zakończeniu kariery.
Pracując w Miami Heat na stanowisku wiceprezydenta ds. programu zawodników zdobył tytuły mistrzowskie w  2012 i 2013 roku.

## Osiągnięcia
Na podstawie, o ile nie zaznaczono inaczej.

### NCAA
- Mistrz turnieju Big East (1989)[15]
- 2-krotny finalista turnieju Big East (1991, 1992)[15]
- MVP turnieju Big East (1992)[15]
- Zawodnik Roku Konferencji Big East (1992)[16]
- Obrońca Roku:
  - NCAA według NABC (1992)[17]
  - konferencji Big East (1989-90, 1992)[18]
- Zaliczony do:
  - I składu:
    - All-American (1992)[19]
    - Big East (1990, 1992)[20]

  - II składu:
    - All-American (1990)[19]
    - Big East (1989)[20]

  - III składu Big East (1991)[20]
- Lider NCAA w blokach (1989)[21]

### NBA
- Mistrz NBA (2006)[1]
- 7-krotnie powoływany do udziału w meczu gwiazd NBA (1994–97, 2000–02). Z powodu kontuzji nie wystąpił w 1994, 1997 oraz 2001 roku[22].
- 2-krotny Obrońca Roku NBA (1999–2000)[2]
- Zdobywca nagrody J. Walter Kennedy Citizenship Award (2005)[23]
- Wybrany do:
  - I składu:
    - NBA (1999)[9]
    - defensywnego NBA (1999–2000)[10]
    - debiutantów NBA (1993)[8]

  - II składu NBA (2000)[9]
  - Koszykarskiej Galerii Sław (Naismith Memorial Basketball Hall Of Fame - 2014)[24]
- Lider:
  - sezonu regularnego w blokach (1999, 2000)[25]
  - play-off w:
    - średniej bloków (1995, 1997, 2000)[26]
    - skuteczności rzutów z gry (2005, 2006)[27]
- Zawodnik miesiąca NBA (grudzień 1999)[28]
- 2-krotny debiutant miesiąca NBA (marzec-kwiecień 1993)[29]
- Klub Miami Heat zastrzegł należący do niego w numer 33[30]

### Reprezentacja
- Mistrz:
  - olimpijski (2000)[3]
  - świata (1994)[4]
- Wicemistrz igrzysk dobrej woli (1990)[31]
- Brązowy medalista mistrzostw świata  (1990)[12]
- 2-krotny Atleta Roku - USA Basketball Male Athlete of the Year (1990, 2000)[32]
- Lider igrzysk olimpijskich w blokach (2000)

### Inne
- Zaliczony do Galerii Sław Koszykówki FIBA (2019)[14]